# Senecio napifolius
Senecio napifolius là một loài thực vật có hoa trong họ Cúc. Loài này được MacOwan miêu tả khoa học đầu tiên.